# Edward Berglund
Edward Salomon Berglund, född 8 juni 1871, 5 augusti 1961, var en svensk gruv- och järnexpert.
Berglund blev bergsingenjör 1900 och efter en mångsidig verksamhet som disponent och överingenjör vid Trollhättans elektrokemiska AB 1911–1918 föreståndare för Kommerskollegiums gruvkartekontor, från 1919 som 1:e ingenjör. Han var därutöver sekreterare i malmkommittén 1918–1923, ledamot av 1917 års mineralkommitté 1920–1923. Berglund fick även patent på ett flertal uppfinningar och var verksam som författare inom metallurgiska och närliggande ämnen. Han är gravsatt på Djursholms begravningsplats.